# Гумбатова, Шахла Князь кызы
Шахла Гумбатова (Пустой шаблон {{ВД-Преамбула}} ) — азербайджанская юристка-правозащитница. В 2020 году госсекретарь США Майк Помпео вручил ей Международную женскую премию за отвагу.

## Жизнь
Начала заниматься юридической практикой в Азербайджане в 2013 году. Адвокаты, которые защищают права человека в Азербайджане, могут столкнуться с оскорблениями в Интернете и даже лишены адвокатского статуса. Она — одна из двух женщин, которые готовы отстаивать такие дела в консервативной культуре своей страны. Она вызвала как критику, так и восхищение за защиту ЛГБТ-клиентов.
В 2019 году публично рассказала о плохих условиях содержания политзаключённого и журналиста Мехмана Гусейнова. Он был её клиентом, и позже она была предупреждена пенитенциарной службой за распространение ложной информации, Коллегия адвокатов Азербайджана пригрозила судебным разбирательством, а тюрьма отказала ей в доступе к своим клиентам. Международное сообщество осудило Коллегию адвокатов за намерение лишить Гумбатову лицензии; среди критиков были Институт прав человека Международной ассоциации юристов и Lawyers for lawyers. Коллегию адвокатов попросили отказаться от разбирательств, учитывая «произвольный» характер выдвинутых ею обвинений.
4 марта 2020 года госсекретарь США вручил Шахле Международную женскую премию за отвагу. Эрл Д. Литценбергер, посол США, вернулся в Вашингтон, чтобы поддержать её на вручении. Она была первой азербайджанкой, получившим награду. Позже она отмечала, что в США её наградили за то же, за что наказали в её собственной стране.
В 2021 году она всё же была лишена лицензии под предлогом неуплаты членских взносов.